# 호후 화물역
호후 화물 역(일본어: 防府貨物駅) 또는 호후 화물 오프레일 스테이션(일본어: 防府貨物オフレールステーション)은 일본 야마구치현 호후시에 있는 일본화물철도의 화물역이며, 산요 본선에 소속되어 있다.
화물열차의 발착은 없는 오프레일 스테이션이며, 호후 화물 오프레일 스테이션의 명칭을 사용하고 있다. 또한, 역 구내의 신호기 등도 사용 정지중으로 되어 있어, 본선의 출발 신호기만 2009년도까지 사용되었기 때문에, 임시역으로 되었다.
그러나, 2010년 1월 현재 구내의 레일 · 본선과의 포인트가 철거되어 금년 3월 13일 다이어 개정 시에는 전체의 포인트가 철거되었던 말에 장내 · 출발 신호기도 폐색 신호기로 변경되어, 운전 시각표부터도 '호후 화물'의 난은 소멸되었다. 이 때문에, 철도의 정차역으로서는 사실상의 폐지 상태로 되어 있다.

## 역 구조
1면의 컨테이너 승강장, 1개의 컨테이너 하역선을 가지고 있다. 본선으로 발착하는 화물 열차는, 일단 호후 역 쪽으로 끌어오는 노선으로 들어온 후, 추진 운전으로 승강장에 진입하는 구조로 되어 있다.

## 취급 화물
- 컨테이너 화물
  - 12ft 컨테이너만 취급한다.
- 화물 열차의 발착은 없고, 신난요역과의 사이에 하루 3회 왕복의 트렁크 편이 운행되고 있다.

## 인접 정차역
| 서일본 여객철도 산요 본선 | 서일본 여객철도 산요 본선 | 서일본 여객철도 산요 본선 |
| ------------------------- | ------------------------- | ------------------------- |
| 도노미 고베 방면          | ■ 산요 본선               | 호후 모지 방면            |